# أمريكا العرجاء
أمريكا العرجاء: كيفية جعل أمريكا عظيمة مرة أخرى هو كتاب لرجل الأعمال ورئيس الولايات المتحدة الخامس والاربعون والسابع والاربعون دونالد ترامب.
نشر الكتاب لأول مرة من قبل سايمون وشوستر في عام 2015، وبعد ثمانية أشهر تم نشر طبعة منقحة بغلاف جديد وتحت عنوان عظيمة مرة أخرى: كيفية إصلاح أمريكا العرجاء الذي تزامن مع حملة ترامب لانتخابات الرئاسة قبل فوزه بالانتخابات الرئاسيه الامريكية عام 2016 وبدايه ولايته الاولى قبل الاخيرة. 
تدور قصة الكتاب حول ترامب وكيف سيكون قائدًا قويًّا للولايات المتحدة كما يُطمئن الجمهوريين بدعمه المحافظة على القيم.

ينتقد ترامب في كتابه التغطية الإعلامية له؛ كما يُدافع عن قراراته في الحملة الانتخابية. يُؤكد ترامب في كتابه أيضًا على أن خبرته سيشاركها مع الحكومة وبالتالي ستنجح، كما يشرح كيف ستساعده سمعتة الطيبة في الخارج على التفاوض بشأن الإتفاقيات وعلى قضايا السياسات المحلية، ويوصي ترامب في كتابه بتشديد الأمن على الحدود وإلغاء قانون الرعاية الصحية الأمريكي «أوباما كير». أما بالنسبة إلى السياسة الخارجية فيرى أنها كارثية ويُحلل تأثير الصين على التجارة الحرة.
حصل الكتاب على مرتبة مهمة في قائمة نيويورك تايمز لأكثر الكتب مبيعًا، كما تبنت الإذاعة الوطنية العامة الكتاب وحللته ووفرت ملخصات له، أما مراسل نيويورك تايمز ميشيكو كاكوتاني فقد انتقد الكتاب باعتباره يتحدث بشكل كبير عن المشاريع التجارية في حين يُقدم «نظرة بائسة» عن الولايات المتحدة.

## ملخص الكتاب
يصف ترامب في كتابه الولايات المتحدة في السنوات الـ 20 الماضية وكيف أصبحت الدول قريبة منها (في المركز)، كما يدَّعي أن السياسيين، جماعات المصالح الخاصة وجماعات الضغط هي المسؤولة الأولى عن تراجع البلاد في العديد من المحطات. ينتقد ترامب أيضًا في كتابه الرئيس السابق باراك أوباما كما ينتقد تصوير وسائل الإعلام له لا سيما الصحفية ميغين كيلي من فوكس نيوز والتي كانت قد كتبت عنه عشرات المقالات وهاجمته فيها لعنصريته وأفكاره التي ترى أنها غريبة ولا تصلح للولايات المتحدة. يصف المؤلف أيضًا طريقة الاستفادة من وسائل الإعلام؛ حيث يُشير إلى أن المبالغة تزيد من الدعاية بشكل غير متوقع. أما بخصوص وجهات نظره السياسية فترامب يطمئن الجمهوريين حول موضوع سياسية المحافظة؛ حيث يكتب: «لقد تحولت منذ سنوات عندما رأيت ما كان يفعله الديمقراطيون الليبراليون في بلدنا. أنا الآن محافظ جمهوري مع قلب كبير» ثم يُفصل السياسات الداخلية والخارجية التي يجب اتباعها لقيادة البلاد.
في فقرة السياسة الداخلية يتحدث ترامب في فصول عدة عن الهجرة، الرعاية الصحية، الاقتصاد، التعليم، البرامج الاجتماعية والطاقة في الولايات المتحدة، كما أنه يدعم الإصلاح الذي يحد من الهجرة غير الشرعية إلى الولايات المتحدة وتحديد منظومة مناسبة للهجرة الأمريكية، ويدَّعي أن الهجرة تأخير نمو الولايات المتحدة حيث يُؤكد على أن الهجرة هي من سمحت للمجرمين بدخول البلاد وتخريبها. يقترح ترامب كحل لهذا الإشكال تقوية الأمن على الحدود مع المكسيك من خلال بناء جدار كبير يفصل بين البلدين. ينتقد دونالد أيضًا قانون الرعاية الصحية الأمريكي «أوباما كير» ويقول إنه يفضل إلغاء هذا النظام أو استبداله بنظام آخر مناسب. يناقش ترامب موضوع دعم الاستثمار في أمريكا للمساعدة في تحسين البنية التحتية وتحفيز النمو الاقتصادي؛ ويقترح خطة من أجل هذا، حيث يعد بتوفير 13 مليون وظيفة ويتوعد خصوم الولايات المتحدة بتحقيق أكبر ازدهار اقتصادي منذ الصفقة الجديدة للرئيس السابق فرانكلين روزفلت. أما فيما يتعلق بوزارة التعليم فترامب يتناول القضية من منظور قضائي.
أما في فصل قضايا السياسة الخارجية فترامب يرى الموضوع من وجهة نظر مغايرة؛ حيث يُفصل في قضية تأثير الصين على الولايات المتحدة ويُشير إلى الصين باعتبارها «عدو»؛ ثم يتهم الحكومة الصينية بالتلاعب في العملة واستعمال شركات التجسس، ويخلص في النهاية إلى أنه على الرغم من تعقيد هذه المسألة إلا أن الاقتصاد الصيني يعتمد على التجارة مع الولايات المتحدة بشكل كبير. آخر مواضيعه الهامة التي طرحها في الكتاب قضية أزمة اللاجئين السوريين والحروب في كل من العراق وأفغانستان واستراتيجية مكافحة داعش. يمزج المؤلِّف الأيديولوجية السياسية مع الحكايات الشخصية، حيث يتحدث عن كونه أب فضلا عن أخطائه كزوج ثم يلوم نفسه بسبب زواجه السابق؛ كما يتحدث عن خبرته التي كسبها من دروس الحياة تحت وصاية والده فريد ترامب. ويقول ترامب إن إنجازاته في العمل تجعل منه نموذجا ناجحًا وأن قيادته للولايات المتحدة ستجعل هذه الأخيرة تفوز من جديد.

## التكوين والنشر
يُعد كتاب أمريكا العرجاء بمثابة آلية لترويج أفكار وآراء ترامب خلال انتخابات الرئاسة الأمريكية 2016، حيث يُحاول من خلاله عرض كل مواقفه السياسية ويسعى لطمأنة الجمهوريين باعتباره كان من أشد المحافظين.
بالإضافة إلى دونالد ترامب مؤلف هذا الكتاب، فهناك كاتب خفي ساهم في كتابته وتصحيح بعض الأخطاء واستعمال بعض التعابير الملهمة. راجع الكتاب الوكيل الأدبي سكوت واكسمان الذي يعمل لصالح شركة سايمون وشوستر. وفقا لصحيفة نيويورك ديلي نيوز، فإن ترامب تعاون مع أحد المؤلفين لتأليف هذا الكتاب وقد قاما بذلك من خلال الاعتماد على سلسلة من المكالمات الهاتفية ومقتطفات من خطابات أثناء الحملة. وكان ترامب قد صرَّح عام 2015 بخصوص صورة غلاف الكتاب قائلًا: «كان هناك صورة واحدة فقط ... كانت فظيعة، أعني أن الصورة هي التي كانت فظيعة فبدوت فيها سيء المظهر ...  قلت: سنطلق على الكتاب "أمريكا العرجاء" لأن هذا هو ما هو عليه.»